# Клір-Гіллс 152C
Клір-Гіллс 152C (англ. Clear Hills 152C) — індіанська резервація в Канаді, у провінції Альберта, у межах муніципального району Клір-Гіллс.

## Населення
За даними перепису 2016 року, індіанська резервація не мала постійного населення.

## Клімат
Середня річна температура становить 0,5°C, середня максимальна – 18,8°C, а середня мінімальна – -19,6°C. Середня річна кількість опадів – 460 мм.
| Клімат поселення                              | Клімат поселення | Клімат поселення | Клімат поселення | Клімат поселення | Клімат поселення | Клімат поселення | Клімат поселення | Клімат поселення | Клімат поселення | Клімат поселення | Клімат поселення | Клімат поселення | Клімат поселення |
| Показник                                      | Січ.             | Лют.             | Бер.             | Квіт.            | Трав.            | Черв.            | Лип.             | Серп.            | Вер.             | Жовт.            | Лист.            | Груд.            |                  |
| Середній максимум, °C                         | −7,2             | −4,32            | −0,43            | 7,65             | 13,48            | 17,77            | 18,81            | 17,64            | 12,84            | 7,16             | −2,99            | −6,68            |                  |
| Середня температура, °C                       | −13,41           | −10,52           | −6,62            | 1,46             | 7,29             | 11,57            | 13,69            | 12,54            | 7,72             | 2,05             | −8,09            | −11,77           |                  |
| Середній мінімум, °C                          | −19,6            | −16,71           | −12,82           | −4,74            | 1,10             | 5,38             | 8,60             | 7,44             | 2,64             | −3,04            | −13,18           | −16,88           |                  |
| Норма опадів, мм                              | 27               | 19               | 20               | 20               | 45               | 77               | 88               | 61               | 37               | 20               | 25               | 21               |                  |
| Середньомісячна швидкість вітру, м/с          | 3.87             | 3.80             | 3.90             | 4.10             | 4.26             | 4.06             | 3.46             | 3.54             | 4.04             | 4.42             | 3.86             | 3.92             |                  |
| Середньомісячна сонячна радіація, кДж/м²·день | 2490             | 5791             | 11031            | 16340            | 19651            | 21200            | 20556            | 16785            | 10869            | 5868             | 2778             | 1717             |                  |
| --------------------------------------------- | ---------------- | ---------------- | ---------------- | ---------------- | ---------------- | ---------------- | ---------------- | ---------------- | ---------------- | ---------------- | ---------------- | ---------------- | ---------------- |
| Джерело:                                      |                  |                  |                  |                  |                  |                  |                  |                  |                  |                  |                  |                  |                  |